# Skinhead
En skinhead er et medlem af en subkultur, som opstod i arbejderklassen blandt unge i London, England, i 1970'erne og derfra hurtigt bredte sig til hele Storbritannien, senere til andre lande i verden.
Navnet skinhead er afledt af tilhængernes ofte kortklippede eller ligefrem kronragede hoveder.
De første skinheads var i høj grad påvirket af de vestindiske (især Jamaicanske) såkaldte rude boys og britiske mods måde at gå klædt på, foretrukne musik og livsstil. Senere baseredes skinhead-subkulturen mere på motiver af politisk eller etnisk betonede elementer  Det politiske spektrum for skinheads spænder fra det yderste højre til venstre, selv om mange skinheads dog er apolitiske.[kilde mangler] Moden blandt skinheads har siden 1980’erne i lettere grad været påvirket af punk- og hardcore-inspirerede stilarter.